# Romain Bellenger
Romain Bellenger (Paris, 18 de janeiro de 1894 - Cahors, 25 de novembro de 1981) foi um ciclista profissional da França.

## Participações no Tour de France
É vencedor de 6 etapas da competição.
- Tour de France 1920 : abandonou
- Tour de France 1921 : abandonou, venceu a 2ª etapa etapa
- Tour de France 1922 : abandonou, venceu a 2ª etapa etapa
- Tour de France 1923 : 3º colocado na classificação geral, vencedor de uma etapa
- Tour de France 1924 : 8º colocado na classificação geral, vencedor de duas etapas
- Tour de France 1925 : 11º colocado na classificação geral, vencedor de uma etapa
- Tour de France 1926 : abandonou
- Tour de France 1929 : abandonou na 15ª etapa